# 하나은행
하나은행(Hana Bank, 韓亞銀行)은 대한민국의 은행이다.

## 연혁
- 1982년: 금성투자금융 설립
- 2014년 9월: 외환카드 분사
- 2014년 12월: 외환카드가 하나SK카드를 흡수합병하여 하나카드로 통합
- 2015년 9월: 한국외환은행이 구 하나은행을 인수하여 KEB하나은행[1]으로 통합
- 2016년 6월: 외환은행과 하나은행 전산 통합
- 2017년 7월: 하나금융경영연구소 영업 양도
- 2020년 2월: 은행명을 KEB하나은행에서 하나은행으로 변경

## 영업점

### 국내 지점(2023년 12월 말)
지점 및 출장소: 597개

### 국외 지점(2022년 4월 말)
25개국 216개 글로벌 네트워크
지점:  네덜란드,  대만,  독일,  러시아,  멕시코,  미국,  미얀마,  바레인,  베트남,  브라질,  싱가포르,  아랍에미리트,  영국,  인도,  인도네시아,  일본,  중국,  체코,  캐나다,  튀르키예,  파나마,  프랑스,  필리핀,  오스트레일리아,  홍콩

## 주요 업무
예금, 적금, 가계대출, 기업대출, 신탁, 하나카드, 티머니,교통카드, 국제외환 업무, 방카슈랑스, 마이데이터 등

## 취급 외환
고시 통화는 다음과 같다. 괄호 안에 표시된 숫자는 환전이 가능한 화폐 단위를 의미한다.
- 아시아
  -  홍콩 달러 (모든 지폐 및 동전)
  -  일본 엔 (모든 지폐 및 동전)
  -  중국 위안 (1, 5, 10, 20, 50, 100)
  -  태국 밧 (20, 50, 100, 500, 1,000)
  -  싱가포르 달러 (2, 5, 10, 50, 100, 1,000, 10,000)
  -  베트남 동 (10,000, 20,000, 50,000, 100,000, 200,000, 500,000)
  -  대만 신 대만 달러 (100, 200, 500, 1,000, 2,000)
  -  인도네시아 루피아 (10,000, 20,000, 50,000, 100,000)
  -  필리핀 페소 (20, 50, 100, 200, 500, 1,000, 2,000)
  -  말레이시아 링깃 (1, 2, 5, 10, 20, 50, 100)
  -  브루나이 달러 (1, 5, 10, 50, 100, 500, 1,000, 10,000)
- 오세아니아
  -  오스트레일리아 달러 (모든 지폐 및 동전)
  -  뉴질랜드 달러 (5, 10, 20, 50, 100)
- 북아메리카와 남아메리카
  -  미국 달러 (모든 지폐 및 동전)
  -  캐나다 달러 (모든 지폐 및 동전)
  -  멕시코 페소 (20, 50, 100, 200, 500, 1,000)
  -  브라질 헤알 (2, 5, 10, 20, 50, 100, 200)
  -  칠레 페소 (1,000, 2,000, 5,000, 10,000, 20,000)
- 유럽
  -  유로 (모든 지폐 및 동전)
  -  영국 파운드 (모든 지폐 및 동전)
  -  스위스 프랑 (모든 지폐 및 동전)
  -  스웨덴 크로나 (20, 50, 100, 200, 500, 1,000)
  -  노르웨이 크로네 (50, 100, 200, 500, 1,000)
  -  덴마크 크로네 (50, 100, 200, 500, 1,000)
  -  폴란드 즈워티 (10, 20, 50, 100, 200, 500)
  -  헝가리 포린트 (500, 1,000, 2,000, 5,000, 10,000, 20,000)
  -  러시아 루블 (50, 100, 200, 500, 1,000, 2,000, 5,000)
  -  체코 코루나 (100, 200, 500, 1,000, 2,000 5,000)

- 중동/아프리카
  -  이스라엘 셰켈 (20, 50, 100, 200)
  -  남아프리카 공화국 랜드 (10, 20, 50, 100, 200)
  -  쿠웨이트 디나르 (1/4, 1/2, 1, 5, 10, 20)
  -  사우디아라비아 리얄 (5, 10, 20, 50, 100, 200, 500)
  -  아랍에미리트 디르함 (5, 10, 20, 50, 100, 200, 500, 1,000)
  -  요르단 디나르 (1, 5, 10, 20, 50)
  -  바레인 디나르 (1/2, 1, 5, 10, 20)
  -  오만 리알 (0.100, 1/2, 1, 5, 10, 20, 50)

다른 외국환은행과는 달리 비고시 통화(네덜란드 휠던을 제외한 통합 이전 지폐들을 포함한 58개국 지폐)를 추심한다. 동전은 추심하지 않으며 국내에서 5%, 해외에서 5% 추가해서 총 10%의 추심 수수료를 제외하고 3주 후에 원화로 찾을 수 있다.

## 역대 은행장
- 함영주 (2015~2019)
- 지성규 (2019~2021)
- 박성호 (2021~2022)
- 이승열 (2022~2024)
- 이호성 (2025~)

## 사건사고

### 술자리 논란
2021년 4월 1일, 호소글을 올린 주장에 따르면, 여자친구 A씨는 소상공인대출을 받기 위하여서 신용보증재단을 방문하였지만, 대출이 거부됐다. 이후 신용보증재단 직원 B가 A에게 가까운 하나은행 지점장을 연결하면서 논란이 되었다. 지점정으로부터 횟집으로 나오라는 연락을 받은 A씨는 대출관련 상담이라고 생각하고 자리에 나갔다. 하지만 횟집에서는 대출 상담 대신 술자리가 벌어지고 있었다. 바닥에는 10개가 넘는 술병이 있었고, 지점장은 이미 술에 만취된 상황이었다고 설명하였다. 작성글에 따르면 하나은행 지점장은 A씨 손을 이끌며 술을 마시라고 강요하고, A씨는 전화 통화 핑계로 밖으로 나와 자리를 빠져나왔다. A씨는 "당신 내가 신고할거야, 내가 술집 접대부냐?" 라며 지점장에게 항희하고, 그제서야 지점장은 전화와 문자를 수차례 남기거나 지점장 아내까지 동원하여 "사과를 받아달라, 그럴 사람이 아니다" 라면서 사건 무마 시도정황이 드러났다. 대신 찾아온 직원들이 "언론에 제보하지 말아달라" 며 부탁을 받았고, 신용보증재단 측은 하나은행 지점장을 연결한 신용보증재단 직원과 관련하여 현재 신원파악을 완료한 상황이다. 재단 측은 은행 대출 지거원이 아닌 지점장을 직접 소개한 이유에 "저희 재단을 방문하여 주는 분들이 지점장이 많아서 소개를 하였다. 재단쪽에서 고객에게 더 해드리고 싶은 마음에 지점장 소개를 시켜준 것이기 때문에 이 일 자체가 문제가 되지는 않는다" 고 말하였다.

### 임원
2021년 4월 5일에 따르면, 하나은행 여성 임원은 노유정 상무가 있다. 은행권에 여성의 고위직 승진을 막는 조직 내의 보이지 않는 장벽을 뜻하는 ‘유리 천장’이 여전한 것으로 나타났다. 각 은행들이 ESG(환경·사회·지배구조) 경영을 강조하고 있지만 ‘G(거버넌스)’ 면에서는 아직 갈길이 멀다는 지적이 있다.

## 같이 보기
- 대한민국의 금융기관 목록
- 하나금융그룹
- 하나카드
- 외환신용카드
- 하나에스케이카드
- 하나은행 (1959년~2015년)
- 하나은행 (1971년~2002년)
- 토스뱅크
- 하나대체투자자산운용